# Gåstjärnen (Piteå socken, Norrbotten, 727044-171618)
Gåstjärnen är en sjö i Piteå kommun i Norrbotten och ingår i Lillpiteälvens huvudavrinningsområde.